# Mark Pinger
Mark Pinger (Kenzingen, 26 giugno 1970) è un ex nuotatore tedesco.
Specializzato nello stile libero ha vinto due medaglie di bronzo nelle staffette alle Olimpiadi di Barcellona 1992 e di Atlanta 1996.

## Palmarès
- Olimpiadi

Barcellona 1992: bronzo nella 4x100m sl.
Atlanta 1996: bronzo nella 4x100m sl.
- Europei in vasca corta

Espoo 1992: argento nei 50m sl.